# Amparo Ochoa
María Amparo Ochoa Castaños (Costa Rica, Sinaloa, 29 de setembre de 1946 - Culiacán, 8 de febrer de 1994), més coneguda com Amparo Ochoa, va ser una cantant mexicana, pertanyent a la generació de cantautors de la dècada del 1960, figura de la llavors naixent Nova Cançó llatinoamericana.

## Biografia
Des de molt petita, va destacar cantant a casa amb el seu pare Don Chano i als actes escolars. El 1965 va participar i va guanyar un concurs a la seva ciutat natal, amb la cançó anomenada «Hermosísimo lucero». Des de llavors va posar la seva música al servei de les causes socials.
Un cop establerta a Culiacán, va ser mestra rural a La Palma, Villa Ángel Flores i Tierra Blanca. En un document del Sindicat Nacional de Treballadors de l'Educació titulat Díez para los Maestros es fa al·lusió precisament a la seva tasca com a docent sense perdre el geni de cantant, ja que s'explica que durant les classes que impartia en més d'una ocasió les feia cantant. Més endavant, la seva germana la va convèncer per a dedicar-se a la cançó, i va decidir traslladar-se a Ciutat de Mèxic el 1969. El mateix any va guanyar el primer lloc al Concurs d'Aficionats de la XEW-AM. Poc després es va inscriure a l'Escola Nacional de Música de la Universitat Nacional Autònoma de Mèxic.
Des de llavors, va dedicar el seu art a cantar a la vida i en defensa dels obrers, dels estudiants i en contra de les diferències socials fins a convertint-se així en «La veu de Mèxic».
El 1971 va gravar el seu primer LP, De la mano del viento, amb RCA, i el 1974 va gravar un disc en solidaritat amb el poble xilè després del cop d'estat de l'11 de setembre de 1973 que va enderrocar el president Salvador Allende.
Com a folklorista, destaquen temes en què es relata la força de les conquestes socials del poble mexicà. La seva interpretació de «La maldición de Malinche», obra de Gabino Palomares és una mostra significativa de la seva forma d'interpretar el folklore. Altres interpretacions singulars seves són «Por medio de la lectura« o «La Adelita».

## Discografia
- 1971: De la mano del viento
- 1973: Cancionero de la Intervención Francesa
- 1978: Yo pienso que a mi pueblo
- 1980: El cancionero popular (con Los Folkloristas)
- 1981: El cancionero popular, vol. 2 (amb Los Morales)
- 1983: Amparo Ochoa canta con los niños
- 1983: Abril en Managua
- 1983: Amparo Ochoa canta trova y algo más de Yucatán
- 1983: Corridos y canciones de la revolución mexicana
- 1985: Mujer
- 1986: El cancionero popular, vol. 3 (con Zazhil)
- 1986: Zazhil y Amparo Ochoa en Holanda
- 1986: Vamos juntos
- 1986: Y la canción se hizo... Bolero
- 1987: Tengo que hablarle
- 1990: Amparo Ochoa, Óscar Chávez, Los Morales en Holanda
- 1992: A lo mestizo
- 1993: Hecho en México
- 1995: Raíz viva
- 2000: Boleros
- 2006: Por siempre